# Easy Jazz Festival
Easy Jazz Festival - organizowany od 2006 roku w Żorach polski festiwal jazzowy.
Festiwal istnieje od 2006 roku, gdy wymyślił go i zajął się organizacją Lothar Dziwoki, puzonista, aranżer i dyrygent oraz wykładowca na Wydziale Jazzu i Muzyki Rozrywkowej Akademii Muzycznej w Katowicach. Festiwal zajmuje się promocją muzyki jazzowej, przedstawieniami różnych stylów w tym gatunku muzycznym oraz promocją młodych, polskich muzyków i twórców jazzowych, obok których występują także uznane gwiazdy.